# کلسی میچل
کلسی میچل (انگلیسی: Kelsey Mitchell؛ زادهٔ ۲۶ نوامبر ۱۹۹۳) دوچرخه‌سوار زن اهل کانادا است.
وی در مسابقات کشوری و بین‌المللی در مجموع برندهٔ ۴ مدال طلا، ۱ مدال نقره، ۱ مدال برنز شده‌است.